# Bibliothek und Wissenschaft
Bibliothek und Wissenschaft (BuW) ist eine buch- und bibliothekswissenschaftliche Fachzeitschrift, die seit 1964 jährlich im Verlag Harrassowitz erscheint. Bis auf wenige englischsprachige Ausnahmen erscheinen alle Beiträge auf Deutsch.
Das Jahrbuch publiziert Untersuchungen zu einzelnen Texten, Sammlungen und Quellen sowie kultur- und wissenschaftshistorische Beiträge zur Geschichte und Methode der Bibliotheksarbeit und zur Bibliographie. Im Unterschied zu anderen bibliothekarischen Fachzeitschriften wird auf den Abdruck tagesaktueller Berichte und Veranstaltungshinweise sowie Rezensionen verzichtet, vielmehr liegt der Schwerpunkt auf eigenständigen Forschungsbeiträgen. Geschichte und Organisation der Bibliotheken sind dabei ebenso Objekt der Forschung wie die Bestände, die sie bewahren. Bibliothek und Wissenschaft versteht sich dementsprechend als fachübergreifendes Forum für den Prozess der kulturellen Überlieferung durch Bibliotheken.
Die ersten Jahrgänge von Bibliothek und Wissenschaft trugen den Untertitel "ein Jahrbuch von Heidelberger Bibliothekaren", dieser Zusatz ist seit dem achten Jahrgang (1972) entfallen. Die Zeitschrift wird von einem Kollegium aus Wissenschaftlern und Bibliothekaren herausgegeben. Schriftleitender Herausgeber ist derzeit Professor Elmar Mittler, emeritierter Direktor der Niedersächsischen Staats- und Universitätsbibliothek Göttingen.